# Abbaye de Jerpoint
L’abbaye de Jerpoint (en irlandais : Mainistir Sheireapúin) est une abbaye cistercienne près de Thomastown, dans le comté de Kilkenny en Irlande.
Fondée en 1160, elle est rapidement rattachée à l'abbaye de Baltinglass, et participe de ce fait à la conspiration de Mellifont en 1227-1228. Par la suite, à la fin du Moyen Âge, elle acquiert la réputation d'un manque de piété et de suivi de la règle. Elle est fermée en 1540.
Relativement bien conservée, elle est protégée en tant que monument national à partir de 1880.

## Histoire

### Fondation bénédictine
L'abbaye de Jerpoint est initialement un établissement bénédictin, fondé au cours des années 1160, peut-être en 1163 ou 1165 ; son premier bienfaiteur est le roi d'Osraige Cerball mac Domnaill Mac Gilla Patraic.
Certaines sources récentes contestent que Jerpoint ait été bénédictine et avancent que les moines présents dès la fondation auraient été des cisterciens, mais pas encore rattachés à une abbaye-mère.

### Affiliation cistercienne
En 1180, l'abbaye devient fille de Baltinglass, entre ainsi dans la très vaste filiation de Clairvaux et s'affilie à l'ordre cistercien.
À ses débuts, Jerpoint est une abbaye réputée assez indisciplinée, comme d'ailleurs d'autres abbayes cisterciennes irlandaises. Une visite du chapitre général cistercien en 1217 est accueillie par une émeute des moines. D'autres visites postérieures (1227 et 1228) montrent que l'austérité cistercienne n'est pas de mise dans l'abbaye, ce qui est reproché à l'abbé et aux moines. À la suite de cet incident, et plus généralement de ce qui est appelé par la suite la « conspiration de Mellifont », l'abbaye est mise sous la tutelle de Fountains et son abbé envoyé en formation dans cette dernière abbaye. En 1228, l'abbaye est cependant florissante : elle compte trente-six moines et cinquante convers,.

### La dissolution

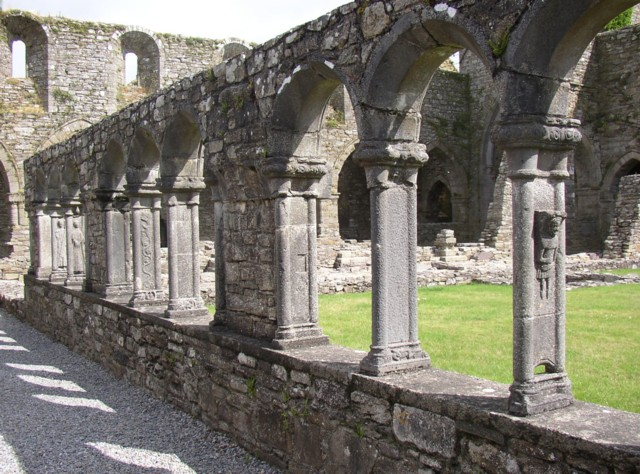
Les arcades du cloître de l'abbaye.

À la fin du Moyen Âge, la piété et l'austérité initiales n'étaient plus du tout de mise dans les abbayes irlandaises. Un brûlot de l'époque, certes rédigé par des « anti-papistes », affirme que les cisterciens irlandais, à l'exception de ceux des abbayes de Dublin et de Mellifont, ne portent plus l'habit.
En 1540, Jerpoint, comme toutes les abbayes britanniques, est fermée lors de la dissolution des monastères, un tout petit peu plus tardive en Irlande qu'en Angleterre. Jerpoint était à cette date une des abbayes cisterciennes les plus riches d'Irlande, mais de taille comparable aux plus petits établissements cisterciens d'Angleterre. La fermeture du monastère se passe relativement paisiblement, l'abbé et les cinq religieux restants recevant une pension en compensation de leur expropriation.
L’abbaye devient propriété de James, Comte d’Ormond, en 1541. Celui-ci ne l'entretient pas particulièrement, mais ne contribue pas non plus à sa destruction, ce qui vaut à l'abbaye un bon état relatif.
En 1880, elle est classée monument historique et dépend donc maintenant de l’Office of Public Works d’Irlande. À proximité de l'abbaye, à Newtown Jerpoint, on peut trouver les ruines d’une église où, d’après une légende locale, se situe la tombe de Nicolas de Myre.

## Architecture
Grâce à l'attentisme des propriétaires d'après la Dissolution, le monastère est arrivé jusqu'au XIXe siècle dans un relativement bon état de conservation. À partir de 1880, la Kilkenny Archaeological Society (en) prend en charge l'étude et la rénovation du site.

### Église abbatiale

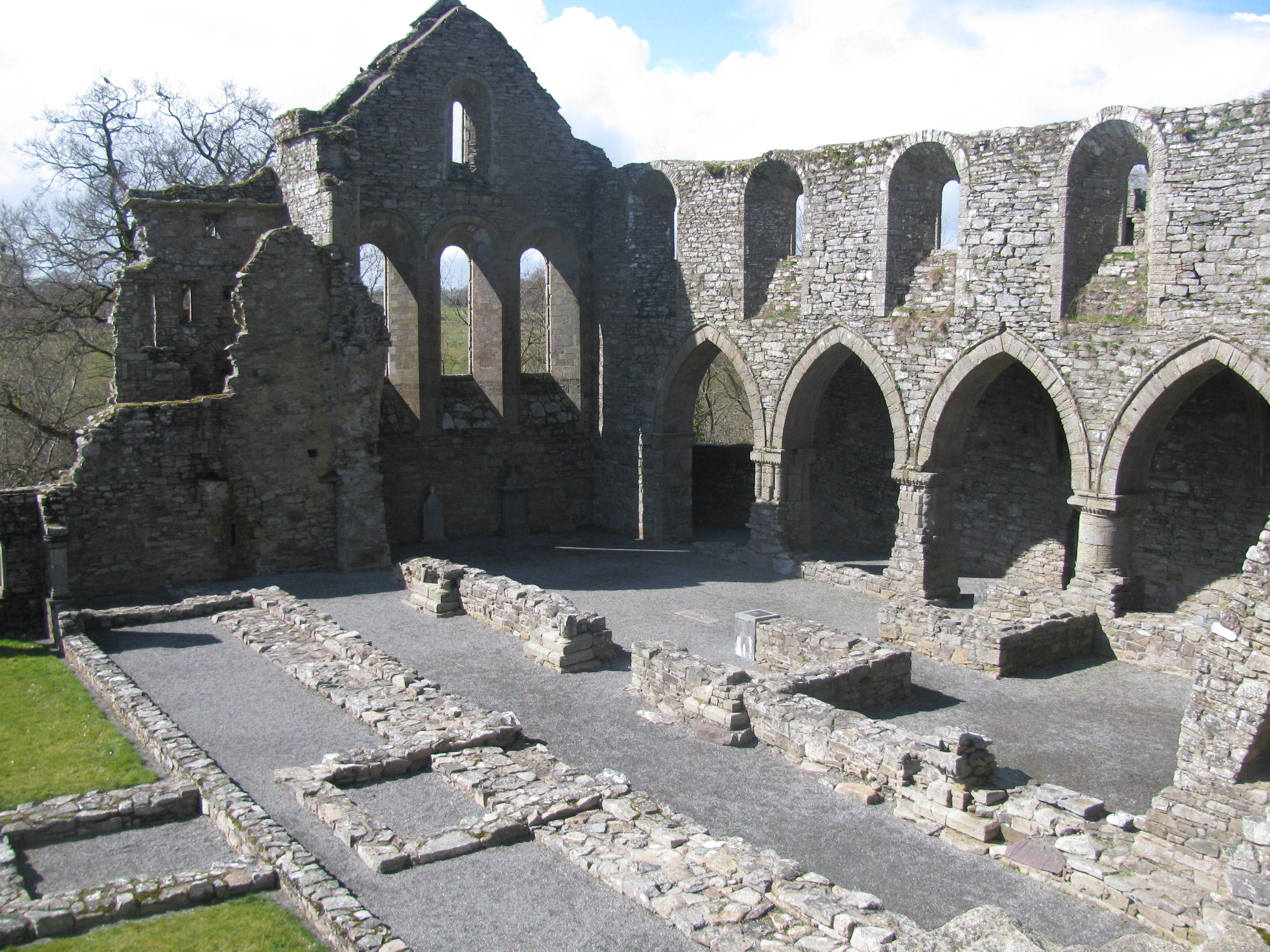
Ruines de l'église abbatiale, montrant le plan au sol de l'édifice.

L'église abbatiale, achevée au XIIe siècle, est de style roman, voûté en berceau. Elle respecte globalement le plan cistercien, notamment en ce qui concerne l'adjonction de deux chapelles de chaque côté du chœur. Mais elle incorpore également certains éléments plus tardifs, comme par exemple les verrières du chevet, qui ont remplacé au XIVe siècle le triplet de lancettes initial. La tour, posée sur la croisée du transept, est soutenue pour sa part par des croisées d'ogives qui montrent l'arrivée des techniques gothiques dans l'architecture cistercienne irlandaise.
Le bas-côté septentrional,encore intact, est soutenu par des colonnes alternativement à base carrée et circulaire, dont les chapiteaux sont ornés de festons.
L'abbatiale comporte plusieurs gisants, notamment ceux de deux chevaliers non identifiés et appelés « the brethren » (« les frères »), ainsi que de Robert Walsh (en) et de Katherine Power.

### Cloître

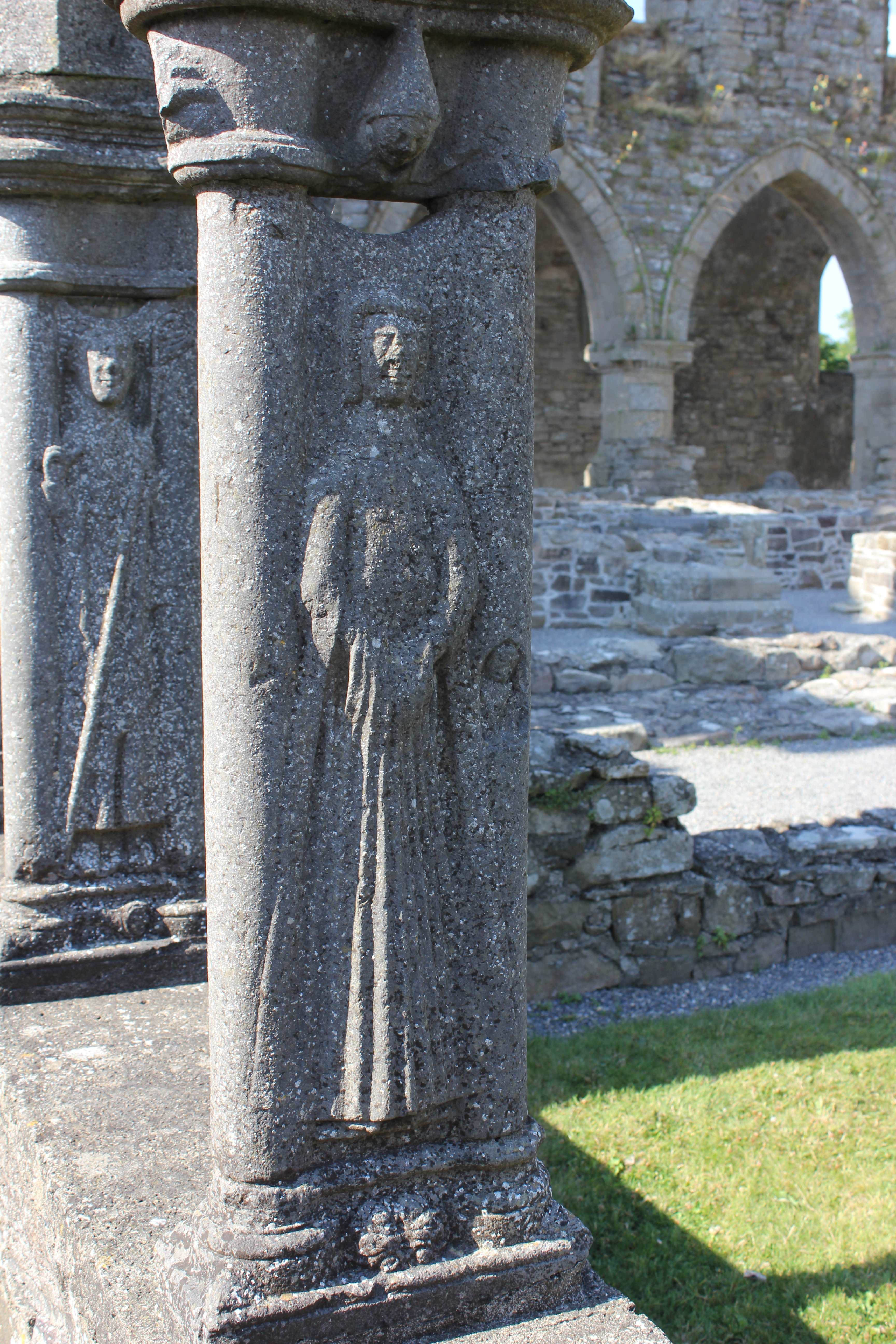
Certaines des statues ornant le cloître.

L’abbaye de Jerpoint est remarquable par ses sculptures en pierre du XVe siècle, qui représentent des animaux, des plantes et des personnages dont une sur la tombe Felix O'Dulany, évêque d’Ossory lors de la fondation de l’abbaye. Ce cloître a été refait dans les années 1390-1400, et partiellement restauré en 1953. Les statues ornant les arcades représentent des princes, des hommes d'église, des moines et des paysans, mais aussi des saints et des grotesques.

### Autres bâtiments
La partie la mieux conservée de l'édifice est l'aile orientale, ou bâtiment des moines, qui abrite en particulier la sacristie, la salle capitulaire, l'armarium, la salle des moines et le parloir. Ces salles sont ornées d'un pavage en terre cuite, exhumé durant la restauration de l'abbaye ; les pavages présentent soit des motifs à deux couleurs incrustées, notamment une tête, peut-être de lion, soit des groupes de quatre carreaux représentant alternativement un lion debout, une fleur de lys, une vigne vierge et une fleur cruciforme.